# Renaturierung

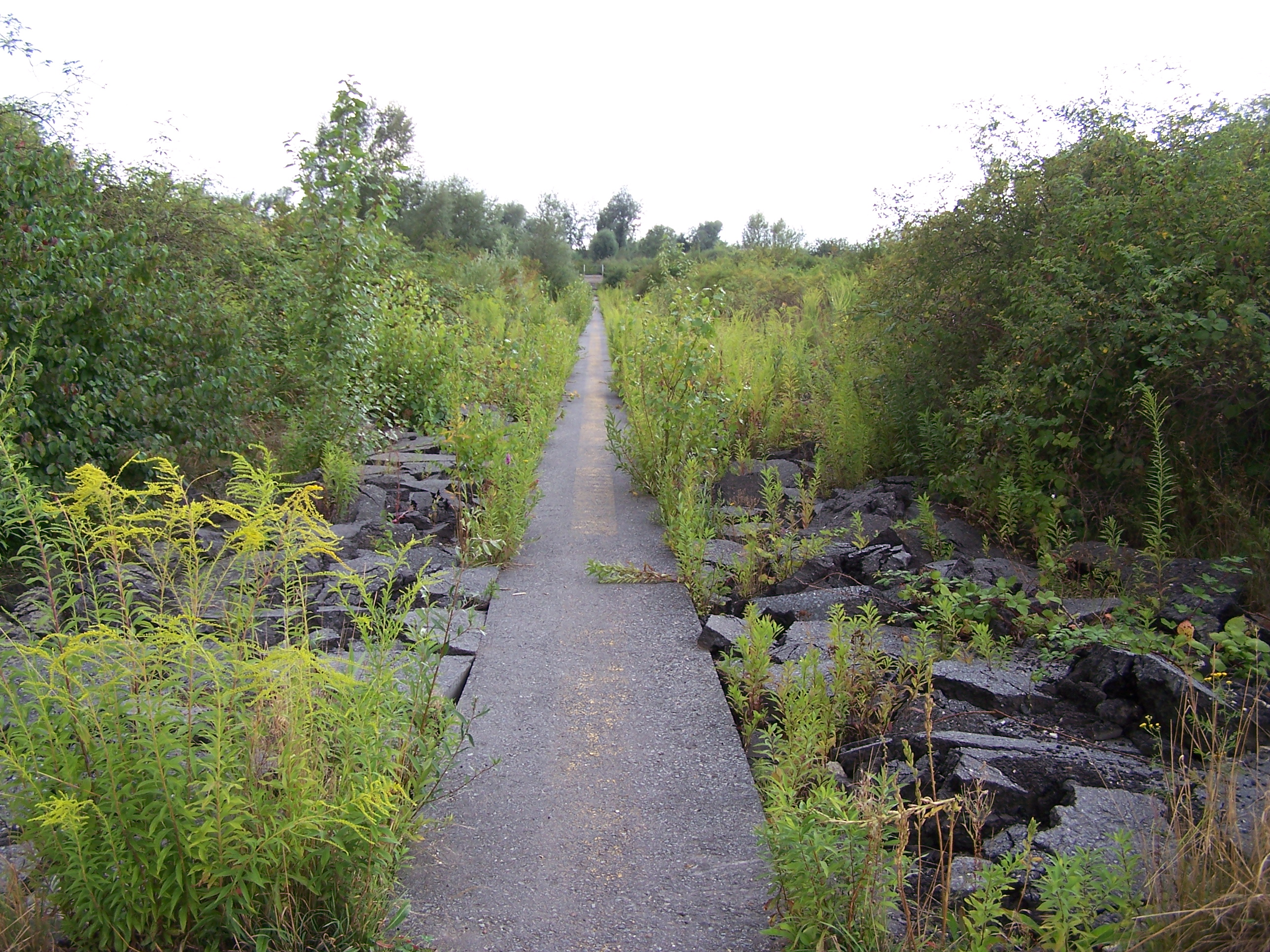
Renaturierung des alten Flugplatzes in Frankfurt-Bonames

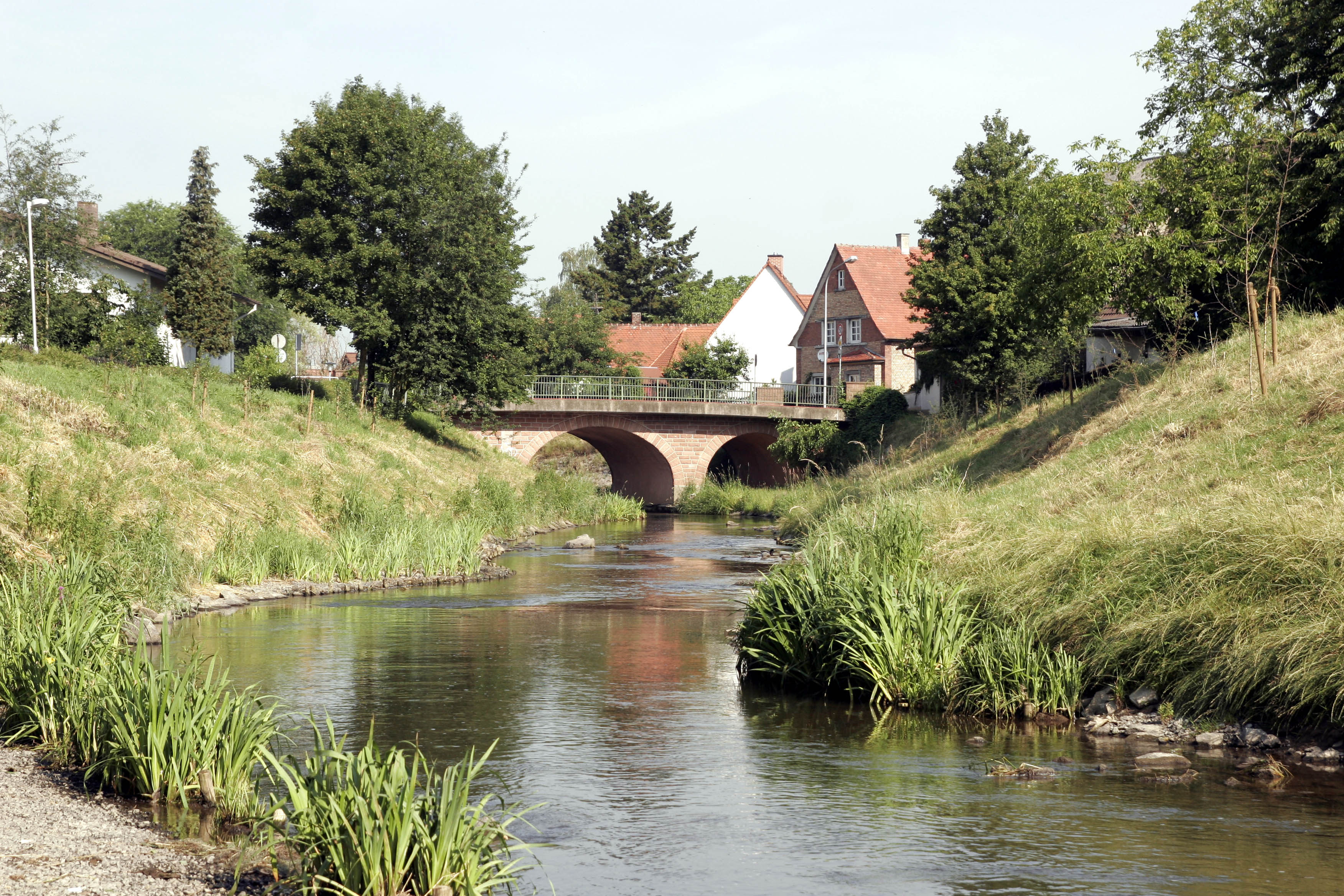
Die 2006/2007 renaturierte Weschnitz in Einhausen

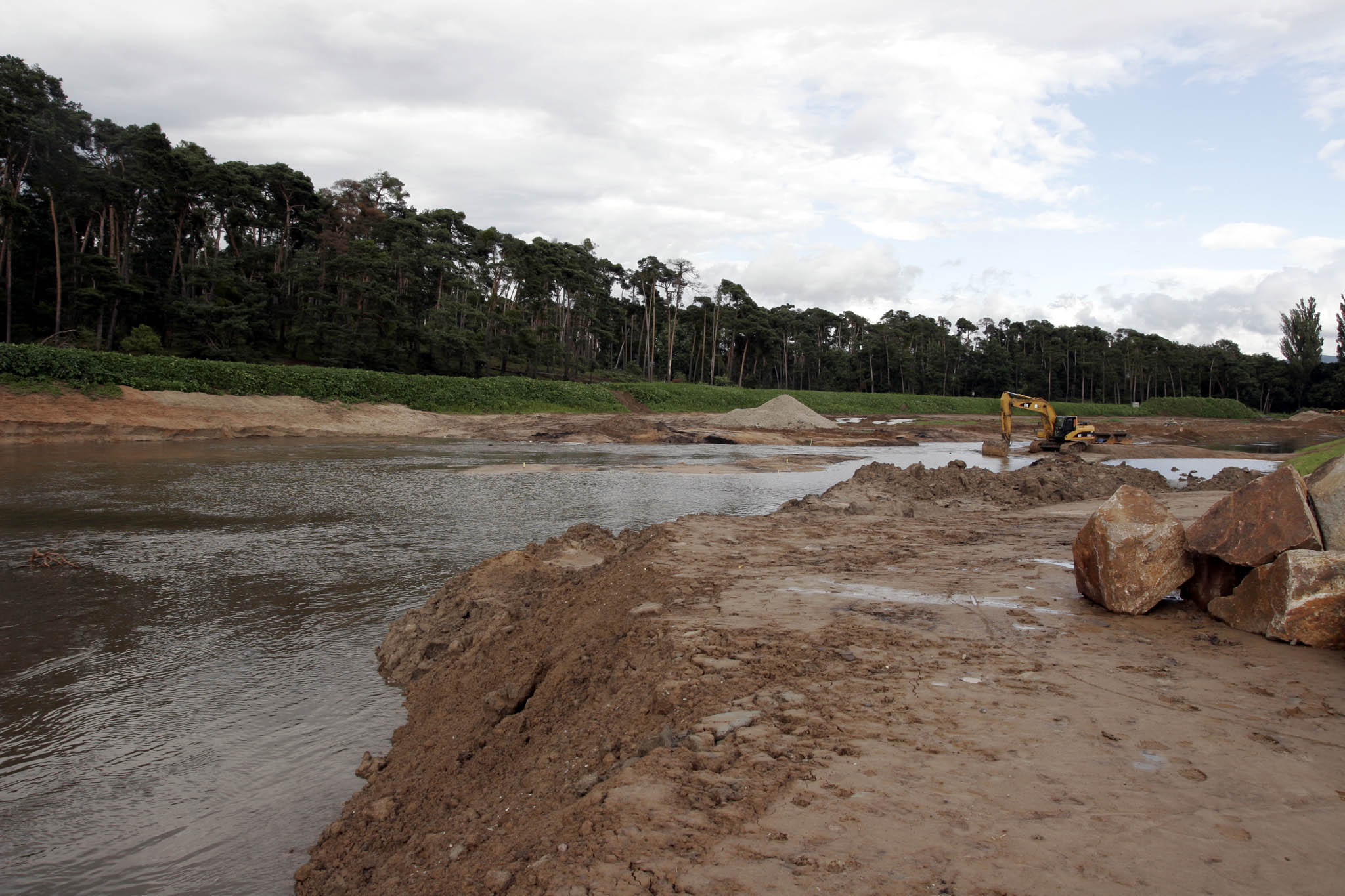
Begonnene Maßnahmen zur Renaturierung der Weschnitz bei Lorsch im Juni 2007

Unter Renaturierung wird die Rückführung vor allem von landwirtschaftlich oder industriell genutzten Flächen und Gewässern in einen naturnahen Zustand verstanden.
Begrifflich ist zwischen Renaturierung und Rekultivierung zu unterscheiden. Eine Rekultivierungsmaßnahme hat grundsätzlich eine wirtschaftliche Nutzung zum Ziel, hingegen wird bei einer Renaturierung die Schaffung naturnaher Lebensräume angestrebt.

## Renaturierung als wissenschaftlicher Teilbereich der Biologie
Theorie und Praxis der Habitat-Wiederherstellung mit definierten Ansprüchen ist Gegenstand der wissenschaftlichen Teildisziplin der Renaturierungsökologie und wird zu den Umweltwissenschaften gezählt. Gegenstand der Maßnahmen können, unter anderem, landwirtschaftliche Flächen, Meliorationsgebiete, aufgelassene Industrie- und Verkehrsanlagen oder Bergbaufolgelandschaften sein. Ziel ist ein Ökosystem, das sich auf lange Sicht weitgehend ohne menschliche Hilfe regeneriert und selbst erhält.
Die internationale Fachgesellschaft für Renaturierung ist die Society for Ecological Restoration (SER). Folgende Studiengänge, Lehrstühle und Fachgruppen befassen sich im deutschsprachigen Bereich schwerpunktmäßig mit Renaturierung (Auswahl):
- Aquatische Ökologie an der Fakultät für Biologie der Universität Duisburg-Essen[3]
- Lehrstuhls für Renaturierungsökologie an der Technischen Universität München[4]
- Arbeitsgruppe Vegetationskunde und Landschaftsökologie Hochschule Anhalt[5]
- Gewässerökologie und Naturschutz an der Carl von Ossietzky Universität Oldenburg[6]
- Ökosystemforschung: Renaturierung von Flussauen an der Universität Koblenz-Landau[7]

In der Schweiz wird die Renaturierung von Flüssen und Bächen auch Revitalisierung genannt.

## SER-Standards für Renaturierungen
Die Standards der Society for Ecological Restoration haben acht Prinzipien. Renaturierungen...
1. ...berücksichtigen sämtliche Interessensvertreter und versuchen insbesondere lokale einzubeziehen, um einen Vorteil für Natur und Gesellschaft zu erreichen.
2. ...beziehen unterschiedliches Wissen ein wie das Wissen von Praktikern, traditionelles und lokales Wissen sowie wissenschaftliche Erkenntnisse.
3. ...finden in Bezug auf natürliche Referenzökosysteme statt, während gleichzeitig der globale Wandel berücksichtigt wird.
4. ...unterstützen Regenerationsprozesse von Ökosystemen.
5. ...werden anhand einer Vision, klarer Ziele und kleinerer Teilziele, die anhand von festgelegten Indikatoren gemessen werden können.
6. ...streben das höchstmögliche praktikable Level für die Regeneration von Ökosystemen an.
7. ...gewinnen an Wert, wenn sie in großem Maßstab angewendet werden, da dadurch Landschaftseffekte verändert werden können.
8. ...sind Teil eines Kontinuums an Wiederherstellungstätigkeiten, die von der Reduzierung von Beeinträchtigungen über Revitalisierung hin zur vollen Wiederherstellung von natürlichen Ökosystemen reicht.

## Bedeutung für Mensch und Natur

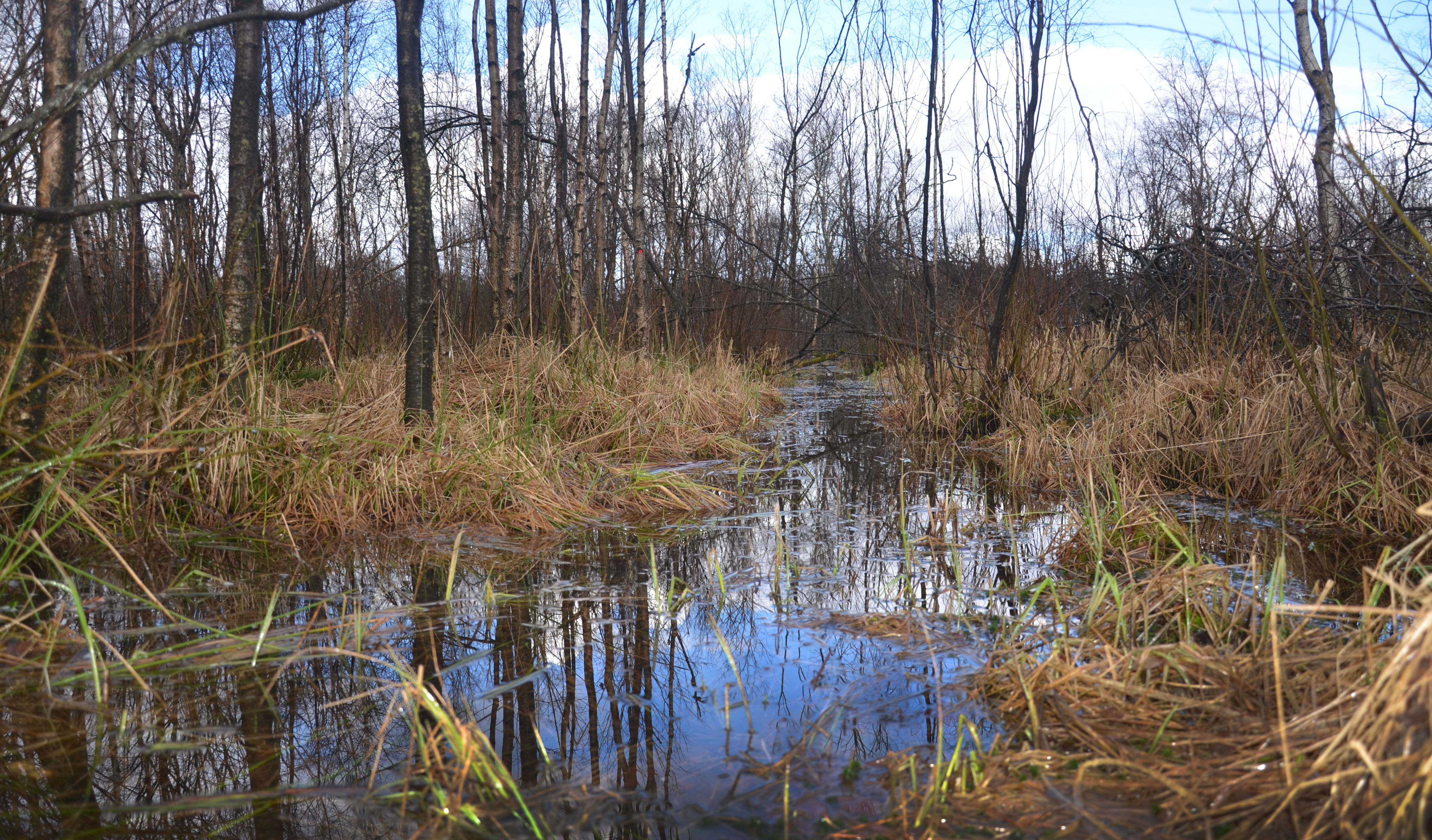
Vom Biber gestalteter Lebensraum

Für Anwohner geht von naturnah renaturierten Flüssen und Bächen eine geringere Hochwassergefahr aus. Außerdem steigt die Lebensqualität überall dort, wo ein möglichst vielfältiger Lebensraum für Tiere und Pflanzen entsteht, der darüber hinaus für den Abbau umweltbelastender Stoffe, wie Abwasser oder Dünger eine wichtige Rolle spielt.
Die Durchführung erster Renaturierungsmaßnahmen begann in Deutschland in den 1970er-Jahren. Das vorrangige Ziel war es dabei, die ökologische Vielfalt in Auenlandschaften und Fließgewässern zu erhalten oder wiederherzustellen. Leider wurde der Erfolg der jeweiligen Projekte in der Anfangszeit nur selten ausreichend dokumentiert, zudem hatten diese den Ruf, zu teuer zu sein. Im Laufe der Zeit wurde bei Renaturierungsprojekten verstärkt darauf gesetzt, der Natur in gewissen Schutzzonen mehr Eigendynamik zuzugestehen. Dies erwies sich nicht nur als finanziell günstiger, auch waren positive Effekte deutlicher nachweisbar.
Da – nicht nur in Deutschland – nahezu alle Gewässer sowohl aus struktureller als auch ökologischer Sicht als „stark beeinträchtigt“ gelten, fordert die im Jahr 2000 erlassene Europäische Wasserrahmenrichtlinie umfangreiche Renaturierungs- und Verbesserungsmaßnahmen. Neben der Sicherung der Wasserqualität gewinnen auch die Verbesserung des gesamten ökologischen Zustandes, der Erhalt der Biodiversität und Aspekte des Klimaschutzes an Relevanz. Im Zusammenhang mit dem Klimaschutz werden Renaturierung und Erhalt von Mooren als besonders wichtiger Aspekt des Natur- und Umweltschutzes definiert.
Der stellenweise erfolgreich wieder angesiedelte Biber leistet durch seinen Beitrag zur Landschaftsgestaltung einen so wichtigen Beitrag zur Wiederherstellung intakter Ökosysteme, dass er mittlerweile als Leitart für manche Gewässerschutzprojekte gilt. Durch seine Bautätigkeit staut der Biber Fließgewässer an, was zahlreichen weiteren Arten eine Ansiedlung ermöglicht und so maßgeblich zur Aufwertung von Gewässern sowie zur Renaturierung von Mooren beiträgt. In Bayern gelang die Auswilderung und Wiederansiedlung von Bibern (ab 1969), nachdem sie dort bereits 100 Jahre ausgerottet waren.
Ein weiterer Ansatz beinhaltet das Rewilding, die Renaturierung von Naturgebieten mittels der Wiedereinführung der in der jeweiligen Region ehemals vertretenen Megafauna. Die Wiederansiedlung großer Weidetiere, wie z. B. dem Wisent, würde unter anderem die Voraussetzungen für die Schaffung von Feuchtwiesen begünstigen.
Anlässlich des schweren Hochwassers in West- und Mitteleuropa, das im Juli 2021 allein in Deutschland über 150 Menschenleben gefordert hat, fordert der Bund für Umwelt- und Naturschutz (BUND) einen konsequenten Ausbau des ökologischen Hochwasserschutzes, um derartige Ausmaße in Zukunft zu verhindern. Überflutungsflächen müssten hierfür konsequent ausgewiesen werden und dürften nicht bebaut, landwirtschaftlich genutzt oder durch Straßenbau versiegelt werden.
Insbesondere durch den Klimawandel hat der Mensch einen wesentlichen Anteil an der Häufigkeit und der Heftigkeit, mit der Hochwasser und Überflutungen auftreten. Durch ihn kam es daher ab dem Jahr 2000 gehäuft zu Überflutungen, wie sich auch an der Liste von Hochwasser-Ereignissen deutlich ablesen lässt.
Der Verlust ursprünglicher Überschwemmungsflächen führt insbesondere bei lang anhaltendem Starkregen zu Überschwemmungsereignissen, die gravierender sind als vor der Verbauung und Begradigung der meisten Flüsse. In zahlreichen Projekten wurde daher überall auf der Welt damit begonnen, Fließgewässer zu renaturieren, Uferbepflanzung wiederherzustellen und die Gewässer in einen naturnaheren Zustand zurückzuführen. Auch der Rückbau von Deichen spielt in diesem Kontext eine entscheidende Rolle.

## Renaturierung in unterschiedlichen Bereichen

### Wald und Forst
Die Wiederaufforstung von natürlichen Wäldern, die nicht der wirtschaftlichen Nutzung dienen, wird als Renaturierung, hingegen die Herstellung eines Forstes als Rekultivierung bezeichnet.

### Gewässer und Feuchtgebiete

#### Fließgewässer

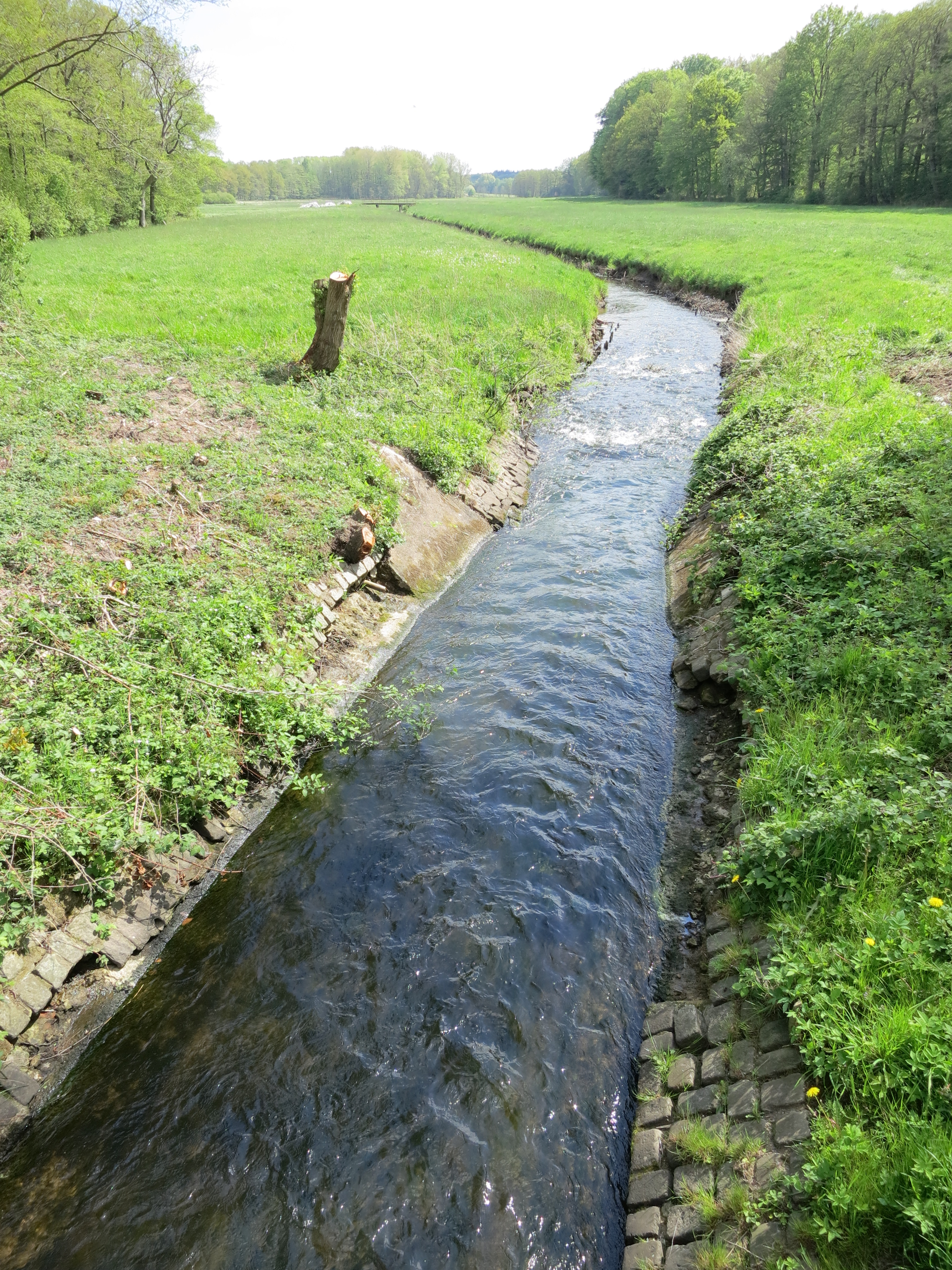
Ein begradigter Bach mit künstlichem (rekultivierten) Flussbett; hier ein Abschnitt der Rantzau in Schleswig-Holstein

Ob naturbelassen, rekultiviert oder renaturiert; Fließgewässer beherbergen als Ökosysteme zahlreiche Tier- und Pflanzenarten. Außerdem schwächen Flüsse Hochwasserwellen überall dort ab, wo ihnen genug Raum gelassen wird, um über die Ufer zu treten. Naturnahe Gewässerabschnitte in Städten leisten darüber hinaus einen Beitrag zur Verbesserung des Stadtklimas und des Wohnumfeldes.
Bei der Renaturierung von begradigten und kanalisierten Flussläufen wird versucht, die Eigenschaften von Flussbett und -ufer als Lebensraum wiederherzustellen, z. B. die Wiederansiedlung ursprünglicher Tier- und Pflanzenarten durch die Schaffung unterschiedlicher Strömungsgeschwindigkeiten im Fluss zu ermöglichen. Um bei insgesamt niedrigerer Strömungsgeschwindigkeit keine erhöhte Hochwassergefahr zu erhalten, wird im Regelfall der Fließquerschnitt vergrößert. Üblicherweise wird hierfür die Neigung der Böschungen angepasst oder der Flusslauf insgesamt verbreitert. (Beispiele in Deutschland: Emscher, Isar, Jagst, Menach, Schlatbach, Schwalm, Sieg, Tauber, Untere Havel, Weschnitz, Wuhle oder Wupper und in der Schweiz: Aare, Aire, Linth, Simmi oder Zihl) Beispielhafte Maßnahmen sind die Mäandrierung des Flussbetts, die Schaffung von Kiesbänken, Flussteilungen, Inseln und Eisvogel-Wänden.
Eine Sonderform der Renaturierung in Städten ist die Offenlegung unterirdisch kanalisierter Gewässer (Dole) zur Aufwertung der Lebensqualität.

##### Konkrete Maßnahmen im Flussufer- und Auenbereich

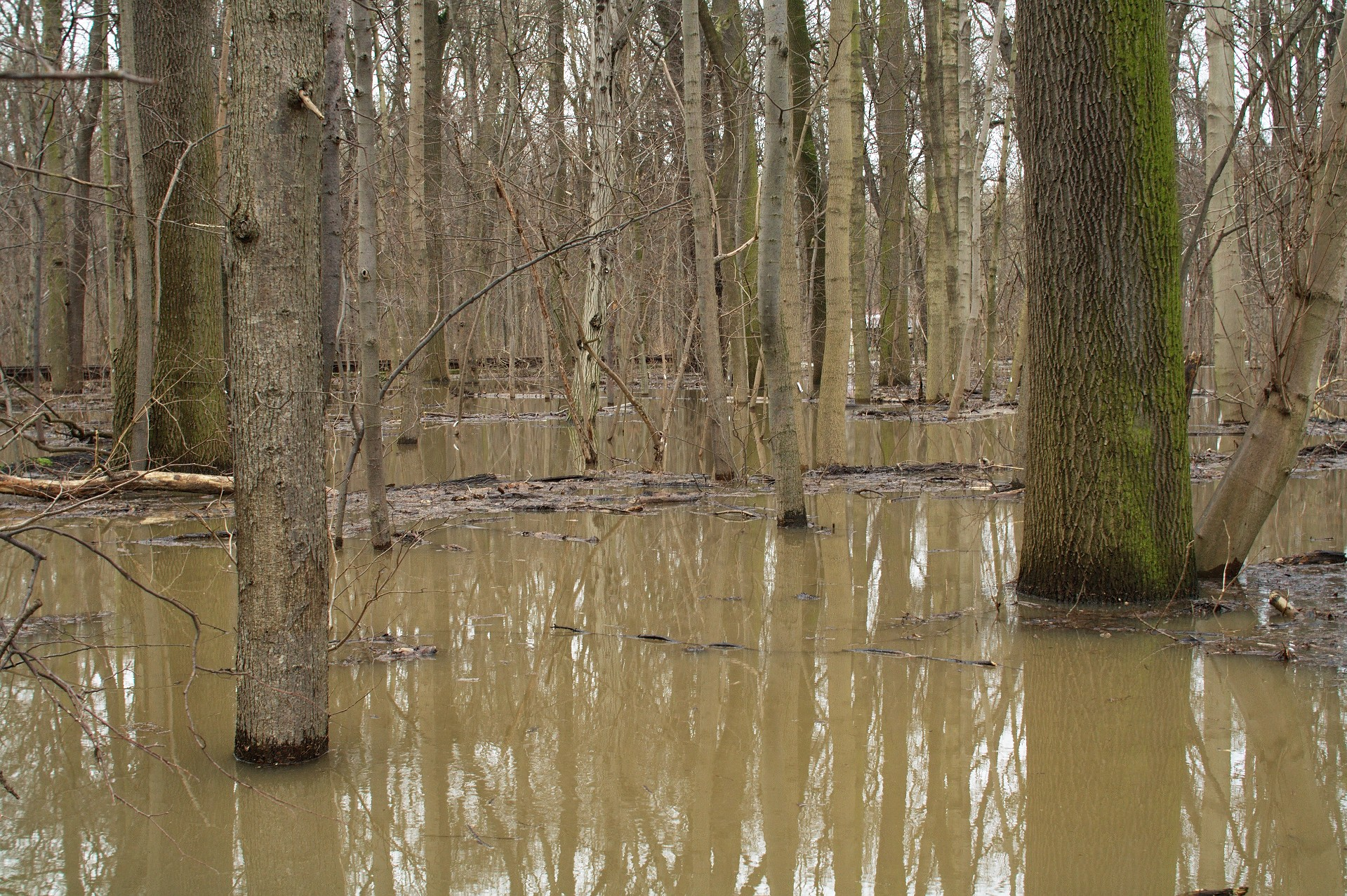
Kontrollierte Flutung des Leipziger Auwaldes

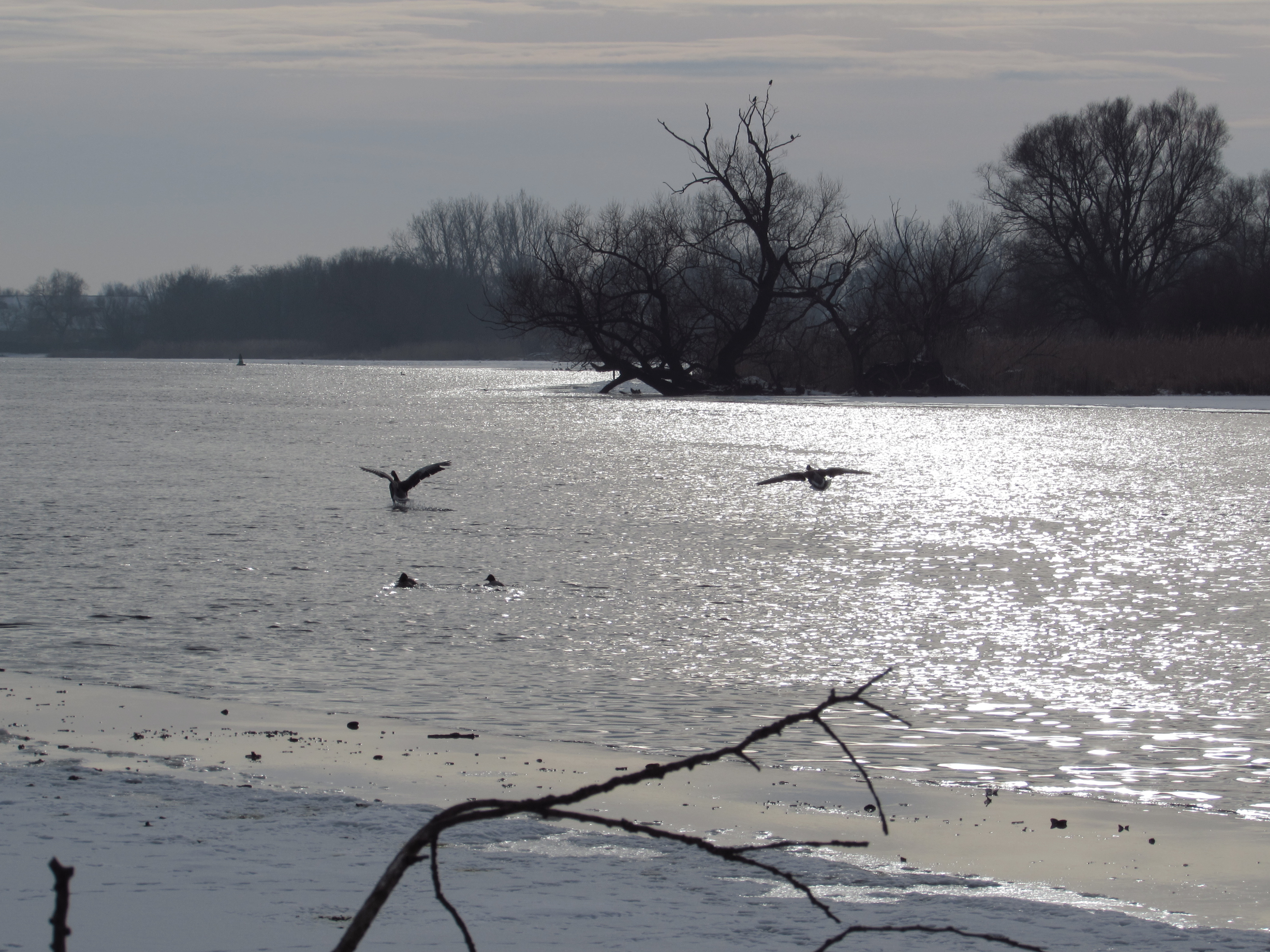
Blick auf den Unterbereich der Havel

Flussauen, Auwälder und Bruchwald werden zunehmend als Biotope wahrgenommen, deren Zerstörung für die Menschen schwere Nachteile hat, da diese Überschwemmungsflächen vor Hochwasser geschützt hätten und dieser Schutz fehlt.
In Deutschland wurde der Zustand wassernaher Biotope seit 2009 vom Bundesumweltministerium zusammen mit dem Bundesamt für Naturschutz erfasst. Dabei wurde festgestellt, dass zwei Drittel der ursprünglichen Überschwemmungsflächen der Flüsse bei Hochwasserereignissen nicht mehr geflutet werden können. In manchen Bereichen von Donau, Elbe, Rhein und Oder sind zwischen 80 und 90 Prozent der Überflutungsflächen nicht mehr vom Flutwasser erreichbar. In Deutschland sollen daher ab 2015 Renaturierungsmaßnahmen im Rahmen des Programms Blaues Band Deutschland vom Bundesumweltministerium in Zusammenarbeit mit dem Bundesverkehrsministerium in die Wege geleitet werden. Insbesondere der präventive Hochwasserschutz soll von den folgenden Maßnahmen profitieren:
- Rückbau oder Schlitzung von Deichen und Dämmen
- Rückverlegung von Deichen landeinwärts zur Wiedergewinnung natürlicher Rückhalteflächen
- Entgradigung von Flüssen und Schaffung natürlicher Gewässerufer, auch in möglicherweise verbauten Altarmen durch die Entfernung von Uferverbau
- Belassen oder Einbringen von Totholz
- Schrittweise Wiederansiedlung der typischen Tier- und Pflanzenarten

##### Beispiele für Flussabschnitte
In folgenden Flussabschnitten wurde mit der Renaturierung begonnen:
- Untere Havel[26]
- Aller[27]

#### Stehende Gewässer

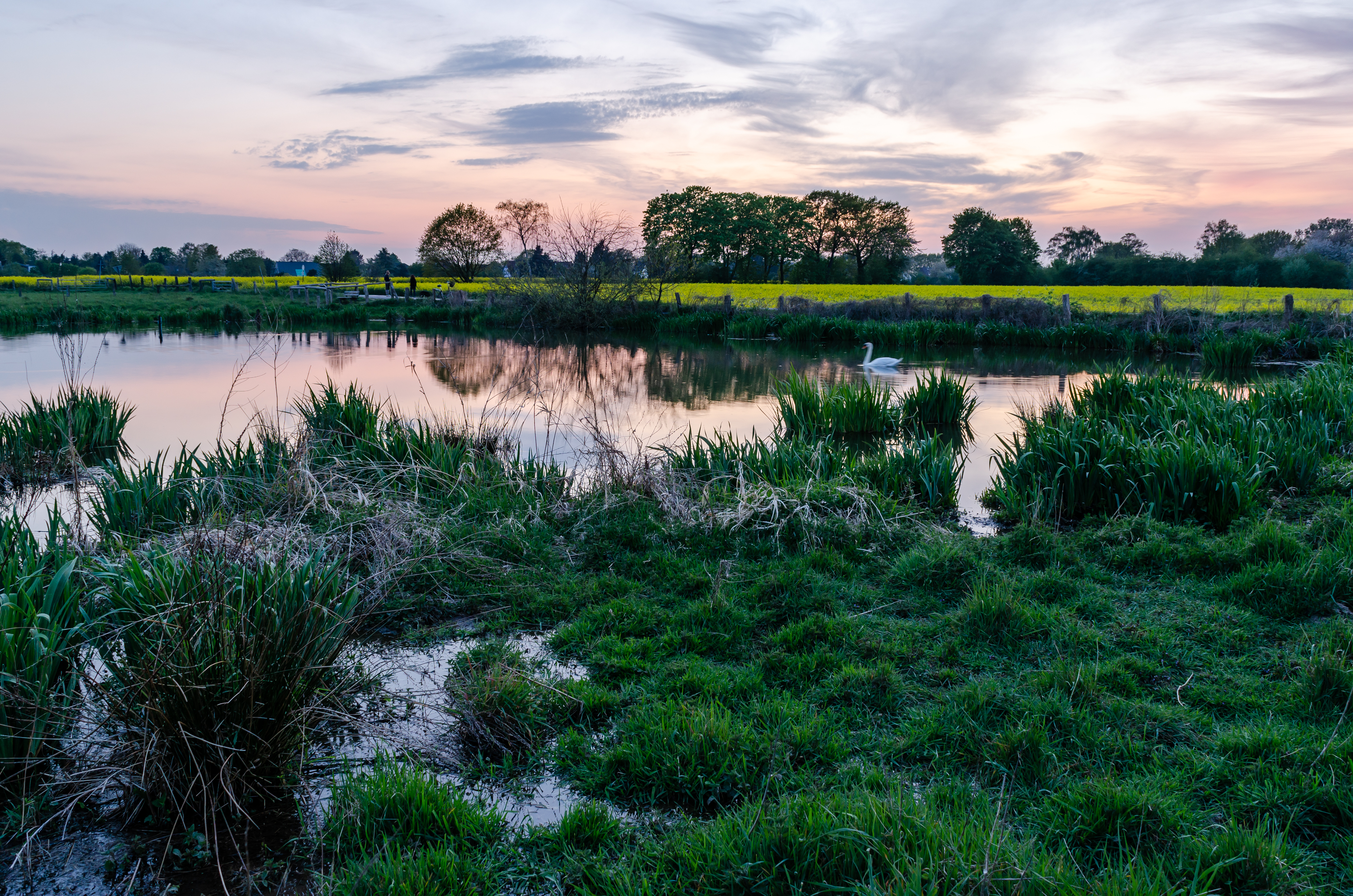
Ursprüngliches Feuchtgebiet bei Schwafheim, Nordrhein-Westfalen

Stillgewässer schließen auch künstlich entstandene Gewässer wie vom Menschen angelegte Teiche mit ein. In einer großen Ganzseestudie wurde gezeigt, dass eine Renaturierung von Baggerseen durch die Schaffung neuer Flachwasserbereichen und eine Strukturerhöhung mittels Totholzeinbringung auf viele Organismengruppen (Fische, Libellen) positive Auswirkungen hat. Die Schaffung von Flachwasserzonen kann besonders auch die Fischbestände nachhaltig steigern, da diese flachen Bereiche für viele Fischarten als wichtige Laichplätze und Refugien für Jungfische dienen.

##### Feuchtwiesen

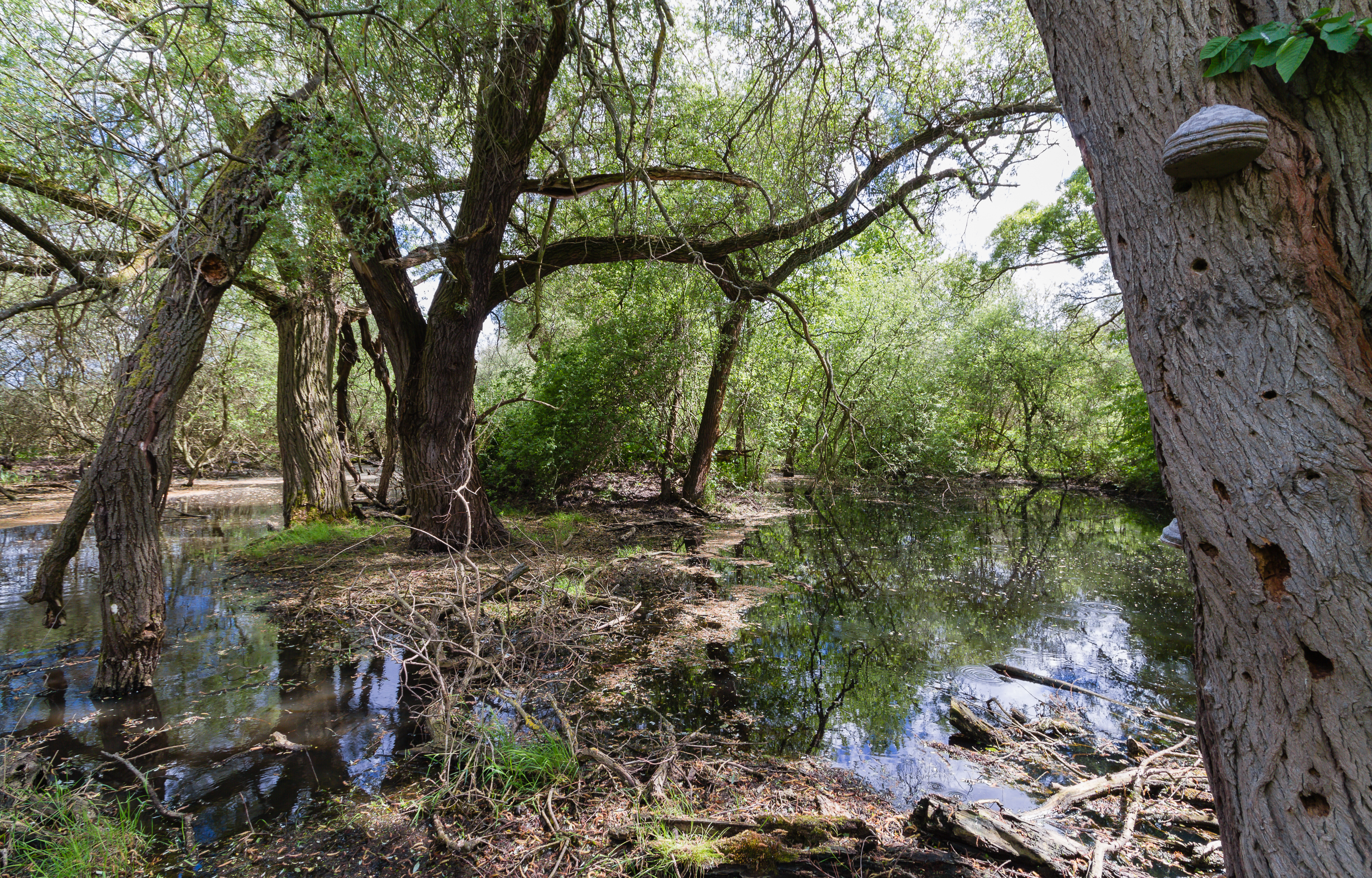
Teilvernässte Feuchtwiese im Dürkheimer Bruch

Feuchtwiesen sind durch Entwässerung und Umwandlung in Acker- oder Weideland fast völlig verschwunden. Es handelt sich hierbei um gehölzfreie Biotope auf feuchten bis nassen Standorten. Periodisch überschwemmte Auenwiesen, bieten nicht nur zahlreichen Vögeln und Insekten einen Lebensraum, sondern leisten darüber hinaus einen präventiven Beitrag zum Hochwasserschutz, da sie große Wassermengen speichern und so die Fließgewässer entlasten.
Zur Renaturierung von Feuchtwiesen können folgende Maßnahmen zum Einsatz kommen:
- Wiedervernässung
- Schaffen von Überflutungsfläche durch Entfernung oder Aufschlitzen von Deichen
- Bodenvorbereitung mit Forstmulcher
- Landschaftspflege durch Entfernung von Büschen (Entbuschungen und Schlägerung)
- Neuanlage durch Einsaat typischer Pflanzen
- Ausgleichszahlungen an Landwirte, die zum Erhalt von Feuchtwiesen beitragen

##### Moore

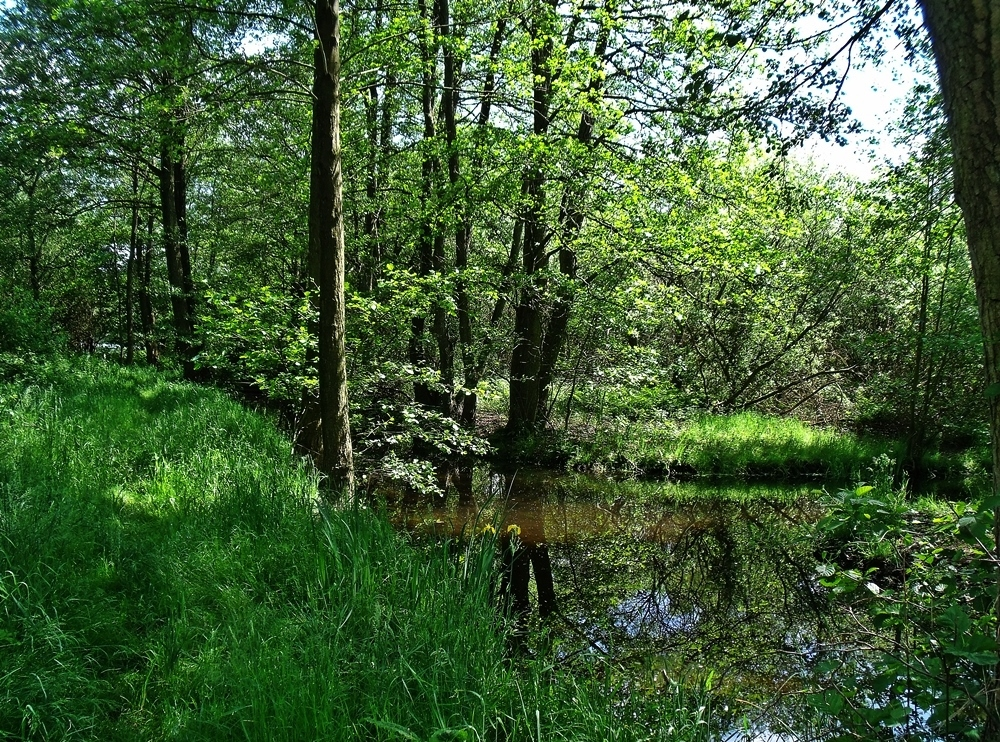
Achtermoor im Naturschutzgebiet Boberger Niederung, bei Hamburg

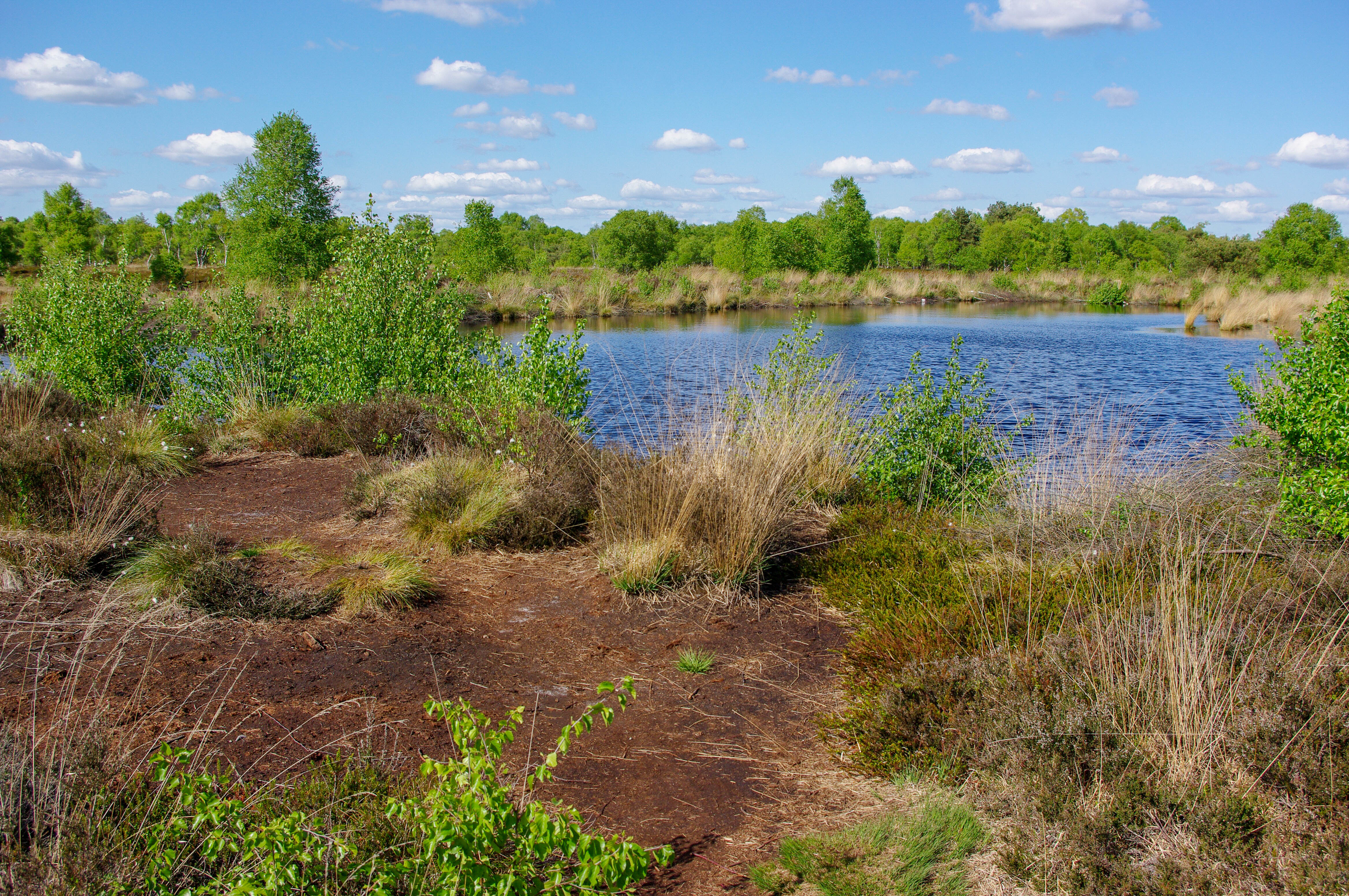
Moorgebiet Molberger Dose in Niedersachsen; der Beginn der Renaturierung erfolgte nach der Einrichtung eines Naturschutzgebietes

Durch ihre Fähigkeit große Mengen von CO2 zu speichern leisten Moore einen wichtigen Beitrag zum Klimaschutz. Torfabbau und Entwässerung haben einen Großteil der vorhandenen Moore jedoch zerstört oder stark beschädigt. Aufgrund ihrer akuten Gefährdung stehen zumindest die wenigen noch intakten Hochmoore mittlerweile überwiegend unter Naturschutz. Diese naturnahen Moore werden durch Nährstoffeintrag aus angrenzenden landwirtschaftlichen Nutzflächen und aus der Luft geschädigt, die zu Eutrophierung führen.
Gleichzeitig werden in Deutschland weiterhin Moore entwässert und noch immer jährlich 10 Millionen Kubikmeter Torf gestochen, davon rund 90 Prozent in Niedersachsen. Entwässerung und Abbau führen zur Zerstörung der Moore.
Die Wiedervernässung soll im Rahmen der Renaturierung von Mooren dazu beitragen, dass wieder ein intakter Wasserhaushalt hergestellt wird. Auf den vernässten Standorten kann sich die moortypische Flora und Fauna dann wieder ansiedeln und durch die Wiederansiedlung von torfbildenden Pflanzen ließe sich die Funktion der Moore langfristig wieder herstellen. Der Wiederaufbau der Moore in Niedersachsen wird mit einer Dauer von etwa 6.000 Jahren veranschlagt. Der Beitrag zum Klimaschutz wäre erheblich; würden z. B. alle trockengelegten Moore in Deutschland durch Wiedervernässung renaturiert, so könnten nach Angaben des Bundesamts für Naturschutz jährlich bis zu 35 Mio. Tonnen CO2 gespeichert werden.

### Böden

#### Bodensanierung durch Bodenverbesserungsmaßnahmen
Bodensanierung befasst sich entweder mit der Verbesserung der Bodeneigenschaften, der Reinigung oder der Rekultivierung von Böden, die durch Schadstoffen verunreinigt wurden. Nach wirtschaftlicher Nutzung (insbesondere durch den Tagebau) ist eine Wiederherstellung einer gewissen Bodenqualität in vielen Ländern rechtlich verankert. Böden, die durch Entwässerungsmaßnahmen geschädigt wurden, können durch Wiedervernässung revitalisiert werden (siehe oben).
Durch Bodenverdichtung kann sowohl die Wasserleitfähigkeit als auch die Luftleitfähigkeit von Böden sehr stark reduziert werden. Der Zustand dieser Böden kann entweder durch mechanische Lockerung oder durch eine Durchwurzelung mit tief wurzelnden Pflanzen verbessert werden. Die Bodenstruktur kann außerdem durch die Anreicherung mit Humus sowie eine weniger intensive Nutzung bzw. eine Nutzungspause verbessert werden.
Ein weiteres Problem besteht in der Anreicherung der Böden mit Schadstoffen. Falls diese nicht vollständig entfernt werden können, wird eine deutliche Reduktion des Schadstoffgehaltes im Boden angestrebt. Wenn andere Maßnahmen nicht mehr greifen, muss ein Bodenaustausch vorgenommen werden. Zu den gängigsten Verfahren zur Schadstoffreduktion zählen chemische Verfahren, wie die Extraktion von Schadstoffen durch Lösungsmitteln und biologische Sanierungsmaßnahmen, bei denen mit Hilfe von natürlichen Organismen, mittels Bioremediation Schadstoffe aus Erdölraffinerien oder Lösungsmittel entfernt werden können. Außerdem gibt es spezielle Adsorptionstechniken, durch die Schadstoffe chemisch verändert und so (z. B. durch eine Veränderung des pH-Werts) deutlich reduziert werden können.

#### Bodensanierung durch Vegetation

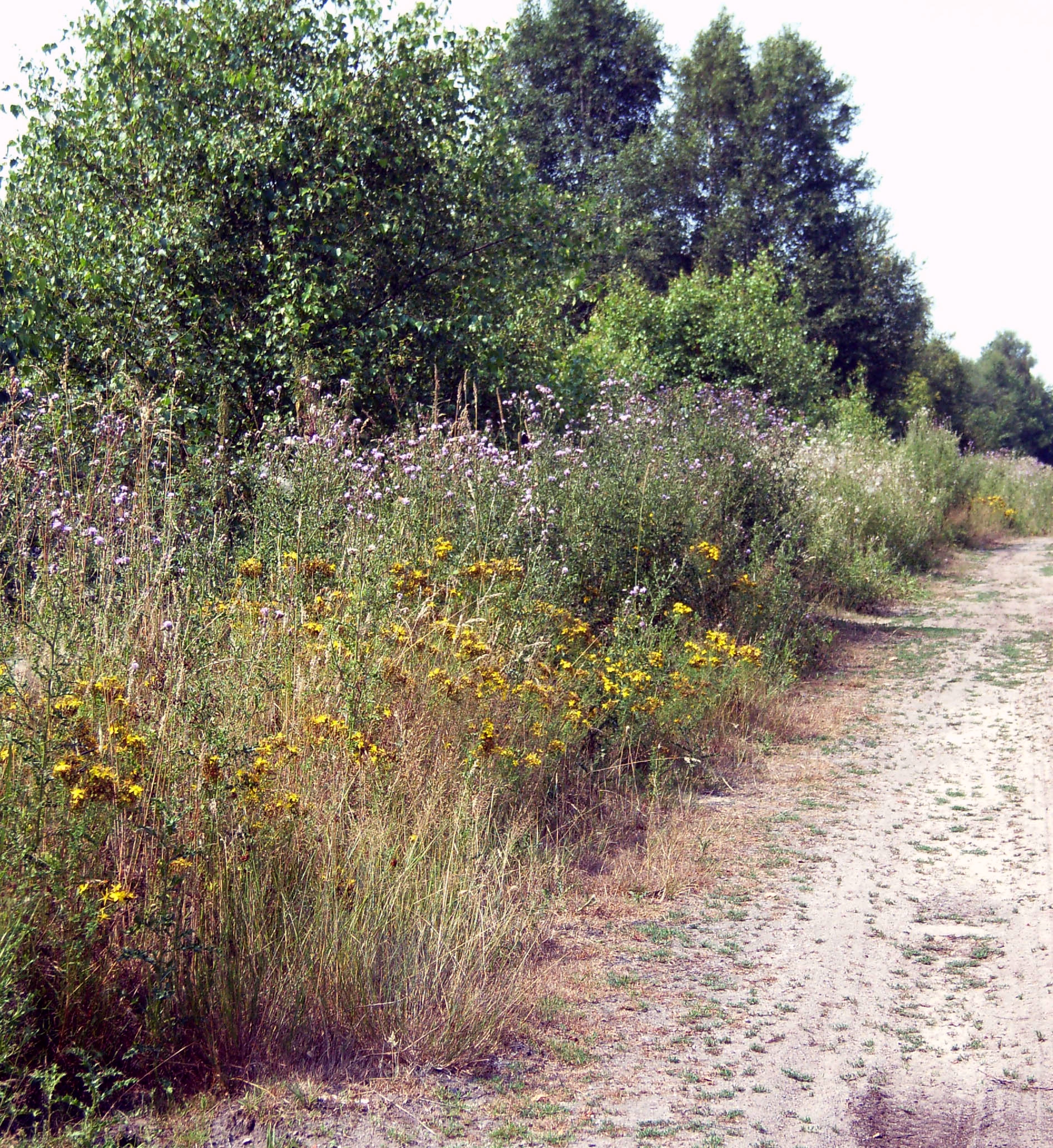
Typische Ruderalvegetation mit Ackerdisteln, Johanniskraut und diversen Gräsern

Die Wiederherstellung einer Vegetationsdecke, die im Idealfall die landschaftstypischen Merkmale aufweist, ist eine weitere wichtige Aufgabe im Rahmen der Bodensanierung.

##### Ungeplante Bepflanzung
Für die erste Begrünung eines sanierten Bodens besteht die Möglichkeit der Natur auf Brachen freien Lauf zu lassen. Die sogenannte Ruderalvegetation stellt sich durch Samenausbreitung – ohne menschliches Eingreifen – als dynamischer Vorgang auf offenen Flächen ein. Geringe Ansprüche an Standort und Bodenqualität zeichnen Pflanzen aus, die im Volksmund nach wie vor als „Unkraut“ bezeichnet werden. Diese Pionierpflanzen können sich relativ schnell und in großer Vielfalt ausbreiten. Da auf Sukzessionsflächen oft unerwünschte Neophyten zur Vorherrschaft kommen, müssen aber ggf. Maßnahmen gegen deren invasive Ausbreitung getroffen werden.

##### Beispiel für geplante Bepflanzung
Am niedersächsischen Hainberg soll, in der Nähe einer Abbaustätte für Quarzsand, eine Kompensationsfläche geschaffen werden, die gewisse qualitative Ansprüche erfüllen muss, da die Fläche an ein Landschaftsschutzgebiet grenzt. Im vorliegenden Fall wurde die Pflanzung von Eichen und Hainbuchen in mehreren Schritten beschlossen, mit dem Ziel einen möglichst naturnahen Wald entstehen zu lassen. Um eine möglichst große biologische Vielfalt zu ermöglichen, wurde außerdem die Anpflanzung einer Heckenlandschaft geplant, um den Verlust von Lebensraum durch den Quarzsandabbau für diverse Vogelarten abzumildern.

#### Bodensanierung nach Einsatzort

##### Bergbaufolgelandschaften

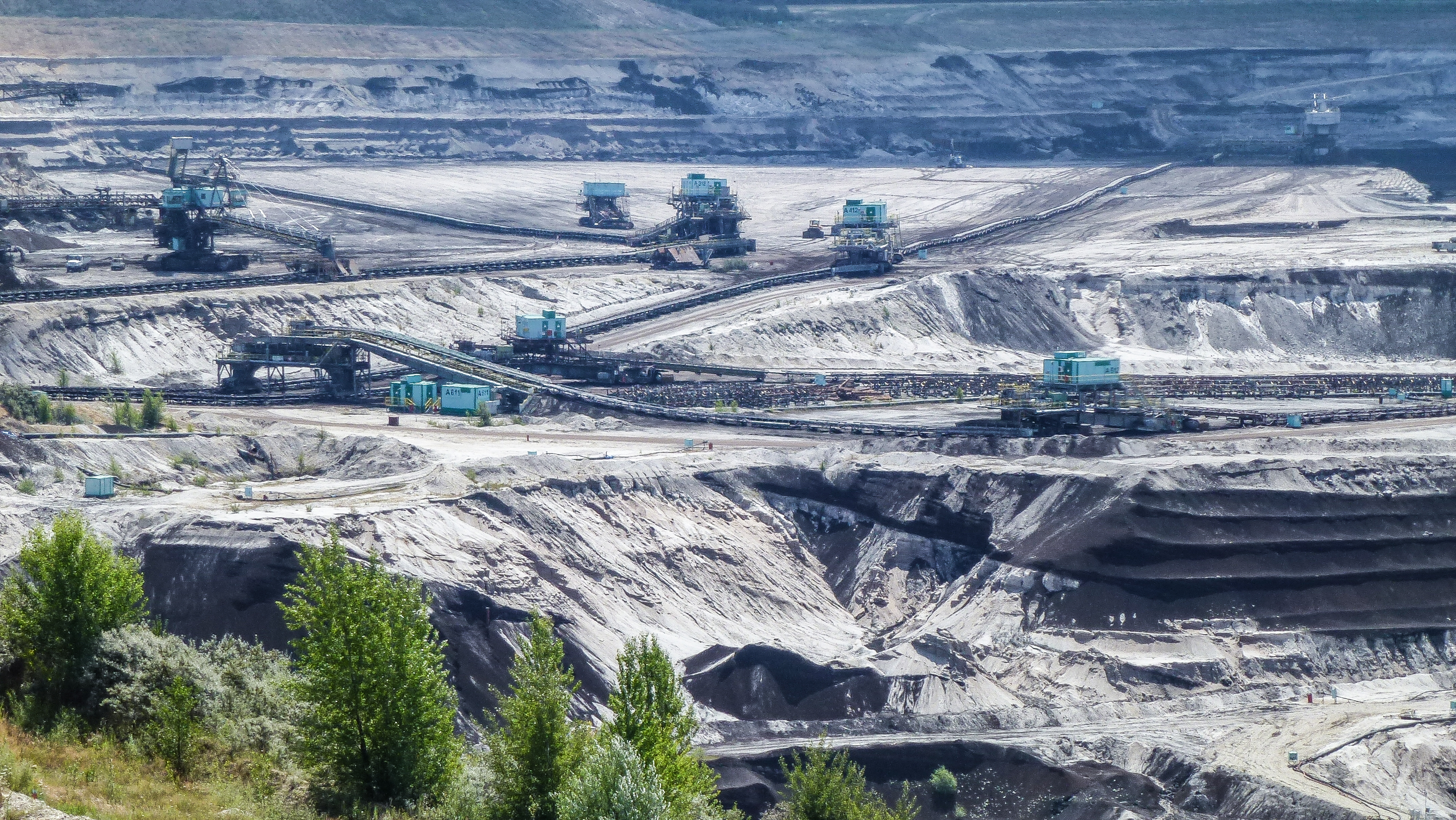
Tagebau Profen in Sachsen-Anhalt (2018)

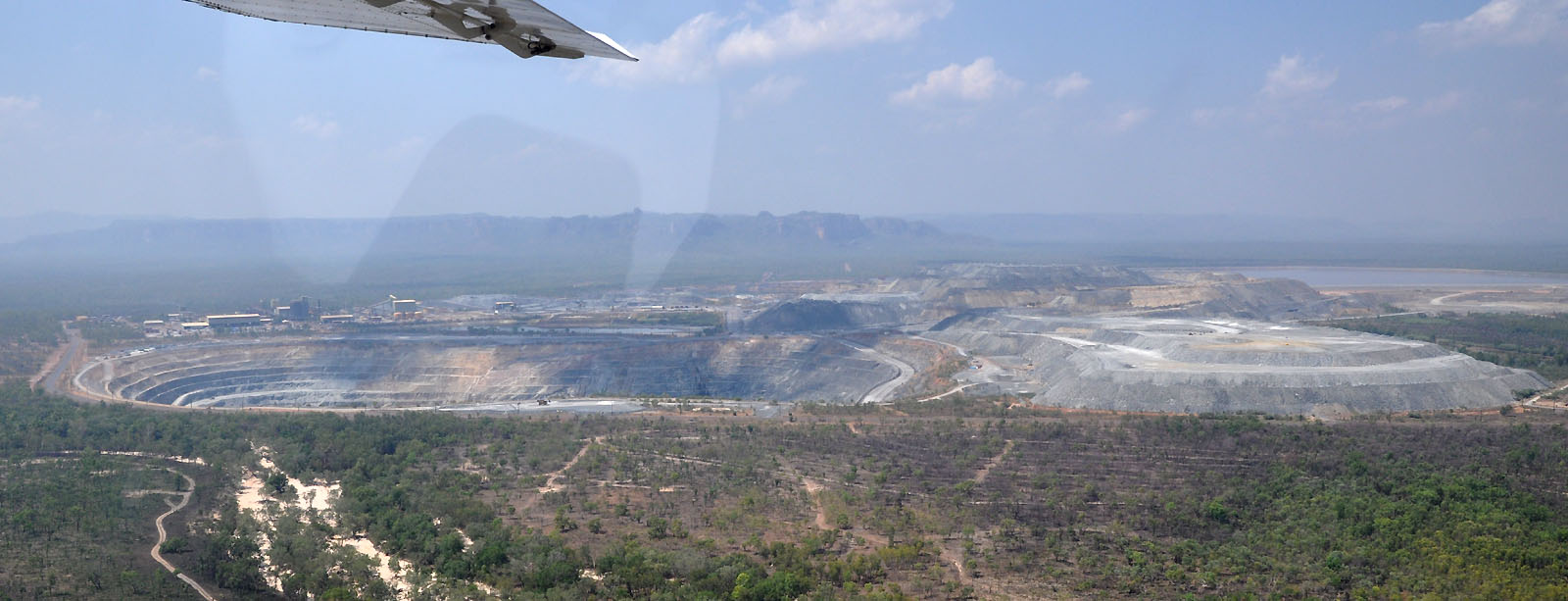
Die Ranger-Uran-Mine, gesehen 2009 vom Kakadu-Nationalpark, Australien (Foto: Vonvon)

Die Umweltauswirkungen des Braun- und Steinkohlenbergbaus sind umfangreich, da der Flächenverbrauch insbesondere beim Tagebau besonders hoch ist. Durch die Stilllegung von Betriebsflächen entstehen Bergbaufolgelandschaften. Bergbauunternehmen sind in Deutschland zur Wiedernutzbarmachung stillgelegter Flächen verpflichtet. In der Lausitz kommen beispielsweise folgende Sanierungsmaßnahmen zum Einsatz:
- Rekultivierung durch Anpflanzen ausgewählter Pionierpflanzen (Ruderalvegetation)
- Aufforstung von Bergbaulandschaften
- Stabilisierung und Begrünung von Gefällen durch Böschungsbegrünung
- Anlage von Seen durch Flutung von Tagebauflächen; Lausitzer Seenland
- Nutzung von Abraumhalden für die Errichtung Windkraftanlagen und/oder Sendemasten
- Naturschutz- und Naherholungsgebiete

Auch der Salzbergbau hat Auswirkungen auf die Umwelt. Die dabei entstehenden Abraumhalden enthalten einen sehr hohen Anteil an Natriumchlorid, wobei die Bergschäden nicht auf die eigentliche Halde begrenzt sind, da das Salz durch Regen und Witterung zur Versalzung der umliegenden Böden führt. Eine Rekultivierung durch Begrünung ist aufgrund der speziellen Bodenbeschaffenheit besonders schwierig. Das hier tätige Unternehmen K+S AG stellte im Februar 2018 diesbezügliche Pläne vor. Unter anderem erforscht das Institut für Biowissenschaften der Universität Rostock die Möglichkeit, salztolerante Grünalgen und Cyanobakterien für die Begrünung von Kalihalden einzusetzen. Erste Versuchsreihen ergaben, dass die Bildung von Bodenkrusten auf Kalihalden auf diesem Weg möglich ist und die anschließende Ansiedlung höherer Pflanzen erleichtert werden kann.
Ein weiteres Beispiel für die schwierige Sanierung von Bergbaufolgelandschaften sind die mit radioaktiven Rückständen belasteten Halden, die durch den Uranbergbau entstehen. Deutschland ist intensiv bemüht, die Altlasten aus dem Uranabbau zu beseitigen und die Strahlenbelastung für die Bevölkerung zu reduzieren. So wurden zwischen 1949 und 1990 nordöstlich der Teillagerstätte Oberschlema in Sachsen über 1000 Gänge zur Förderung von Uranerz, in bis zu 2000 m Teufe angelegt. Nach dem Abbau von 80.000 Tonnen Uran mussten Millionen Kubikmeter Halden rund um den tiefsten Schacht Europas (Schacht 371) saniert werden. Die ehemalige Grube enthielt Grubenwasser mit gesundheitsgefährdenden, schwermetallhaltigen und radioaktiven Substanzen, unter anderem Radon, Arsen, Uran, Radium und Mangan. Mit dem Ziel, die Strahlenbelastung auf weniger als einem Millisievert pro Jahr abzusenken, hat die Bundesrepublik allein bis zum Jahr 2021 über sechs Milliarden Euro für die Beseitigung der Hinterlassenschaften des Uranbergbaus in Sachsen und Thüringen investiert. Dabei sind sowohl die Pflanzenabfolge bei der Begrünung als auch die Höchstmenge und maximale Belastung von gereinigten Wasser, was in die Flüsse eingeleitet werden darf, vorgeschrieben. Finanzierungs- und Sanierungspläne liegen bis zum Jahr 2045 vor, jedoch müssen auch danach Kosten für den Unterhalt der Wasserableitsysteme sowie Reparaturen der Abdeckschicht berücksichtigt werden. Teile des Haldengebiets sind mittlerweile touristisch erschlossen, unter anderem mit einem Besucherbergwerk, einem Golfplatz und einem Radonheilbad.

##### Versiegelte Flächen

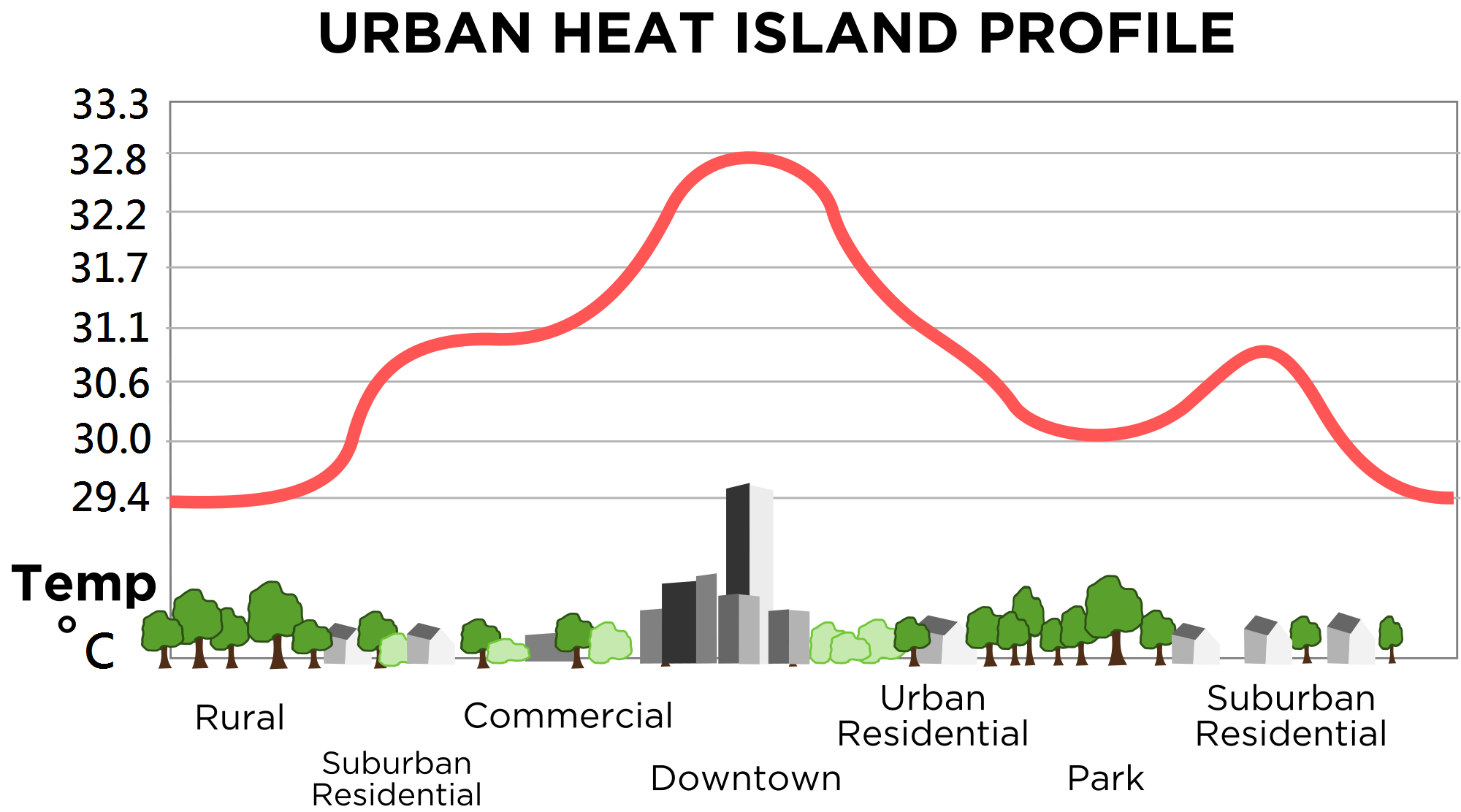
Deutlich wärmeres Stadtklima als Folge der Flächenversiegelung

Mittlerweile wurde erkannt, dass der hohe Anteil an durch Baumaßnahmen undurchlässig gewordenen, versiegelten Böden nicht nur im Hochwasserfall nachteilige Auswirkungen hat.
In Deutschland sind z. B. rund 45 Prozent der Siedlungs- und Verkehrsflächen entweder bebaut, betoniert, asphaltiert, gepflastert oder anderweitig versiegelt. Weder die Wasserdurchlässigkeit noch andere wichtige Bodenfunktionen wie Durchlüftung und Bodenfruchtbarkeit bleiben dadurch erhalten.
Im Zentrum von Städten kann die Bodenversiegelung noch höhere Ausmaße erreichen und bis zu 100 Prozent der vorhandenen Fläche betreffen. Intakte Bodenflächen leisten einen Beitrag zur Abkühlung durch Verdunstungsleistung und haben die Fähigkeit Wasser zu absorbieren. Versiegelte Flächen speichern stattdessen die Sonnenwärme und geben sie an die Umgebung ab, so dass ein deutlich wärmeres Stadtklima die Folge ist.
Da das Auftreten von Hitzewellen in Zeiten der globalen Erwärmung zunimmt, plädieren Fachleute dafür, insbesondere die zusätzliche Verdichtung von Städten nach Möglichkeit zu verhindern oder durch Begrünung auszugleichen.
Eine ausgewogene Stadtentwicklung sollte darüber hinaus die Verdunstungskälte von Gewässern und den kühlenden Effekt von Bäumen in Zukunft stärker berücksichtigen.
Entsiegelte, bewachsene Böden können für ein kühleres Stadtklima an heißen Tagen sorgen und im Fall von Regenperioden Wasser aufnehmen. Die besten Effekte durch kombinierte Begrünung und Abbau der Versiegelung werden erreicht, wenn die Böden und die Begrünung der Stadt als Ganzes betrachtet werden. Die Schaffung innerstädtischer Grünflächen und die kontinuierliche Begrünung von Dächern, Straßen und Freiflächen kann einen positiven Gesamteffekt erzielen.

##### Landwirtschaftliche Flächen

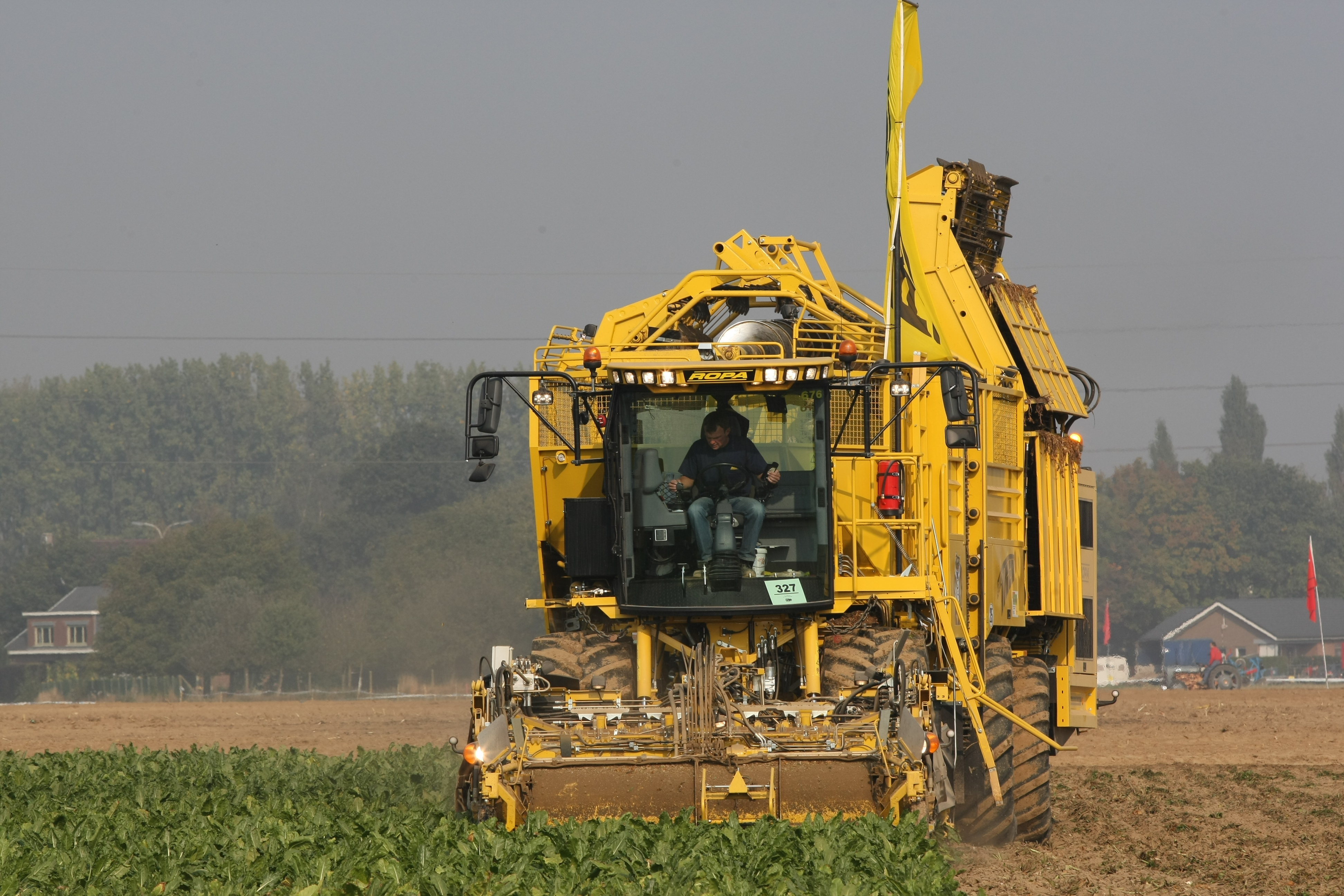
Schwere Maschinen wie dieser Vollernter für Zuckerrüben tragen zur Verdichtung des Bodens bei

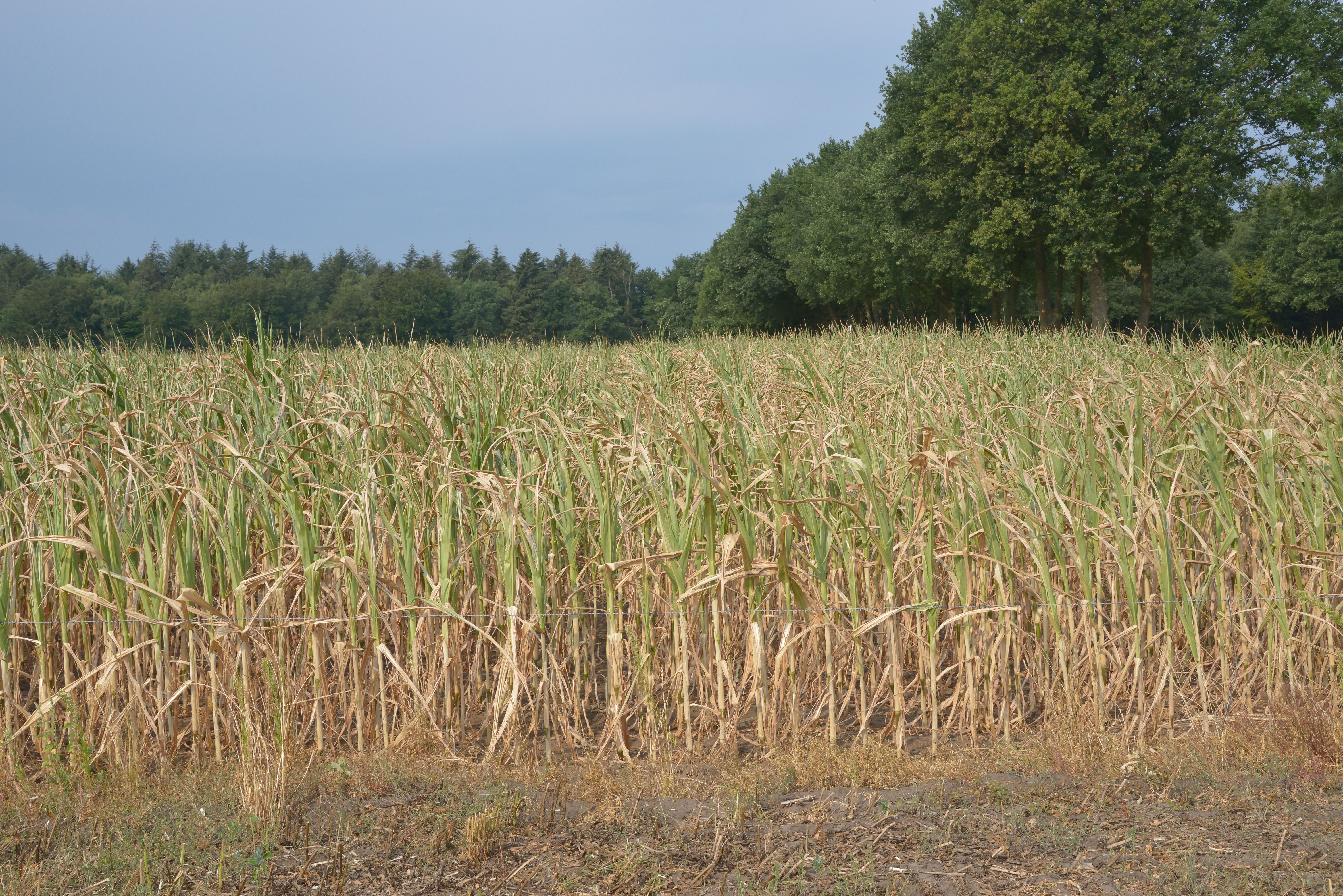
Verdichtete Böden speichern Wasser weniger gut, so dass die Schäden bei anhaltender Hitze größer sind

Landwirtschaftlich genutzte Flächen sind oft durch den langjährigen Einsatz von Düngemitteln kontaminiert. Der vollständige Abbau dieser Schadstoffe wird, auch durch die Größe der betroffenen Flächen, in absehbarer Zukunft nicht möglich sein. Bei stark belasteten Nutzflächen kann der weniger kontaminierte Unterboden durch Tiefpflügen an die Oberfläche geholt werden. Andere Möglichkeiten sind der Auftrag einer zusätzlichen Oberschicht oder eine Einschränkung der Nutzung.
Ein weiteres Problem konventionell bewirtschafteter Flächen besteht in der Bodenverdichtung durch das Befahren der Felder mit schweren, landwirtschaftlichen Nutzfahrzeugen (z. B. Mähdrescher). Zu hoher Druck bewirkt die Beschädigung oder Zerstörung der Poren in verdichteten Böden, wodurch es zu Problemen mit der Sauerstoffversorgung und geringerer Wasserdurchlässigkeit kommt. In Jahren mit extremer Witterung kommt es so zunehmend zu Ertragseinbußen durch beeinträchtigtes Pflanzenwachstum auf verdichteten Böden. Wo die Wurzelbildung durch verdichtete Böden leidet, kann – insbesondere in Folge schwerer Niederschläge – Bodenerosion die Folge sein. Maßnahmen gegen eine (zusätzliche) Verdichtung des Bodens beinhalten:
- Verringerung des Kontaktdrucks durch landwirtschaftliche Nutzfahrzeuge durch entsprechend breitere Bereifung und Anhebung der Kontaktfläche.
- Maximale Radlast von 10 t bei trockenem Boden und 6 t bei nassem Boden
- Bearbeitung nur bei trockenem Boden
- Möglichst kein Befahren nasser Böden (aufgrund reduzierter Tragfähigkeit)
- Verringerung der Anzahl von Überfahrten (z. B. durch Verringerung der Bearbeitungsintensität)
- Verringerung der befahrenen Fläche
- Der Verbleib von Ernteresten wirkt Erosion und Verschlämmung entgegen
- Mineraldünger kann durch den Verbleib von Ernteresten, die zu Humus umgesetzt werden, eingespart werden
- Bevorzugt organischen Dünger einsetzen
- Der Anbau von Zwischenfrüchten (siehe auch Zwischenfruchtbau) verbessert das Bodenklima
- Auswahl der Fruchtfolge nach bodenverbessernden Gesichtspunkten
- Je nach Bodentyp kann außerdem der pH-Wert durch Humusgabe oder Kalkung optimiert werden

## Wirkung und Grenzen der Renaturierung
Durch Renaturierung lassen sich degradierte bzw. in einem naturfernen Status befindliche Flächen üblicherweise nicht wieder komplett in den Zustand vor dem Eingriff versetzen. Unter anderem bleibt die Biodiversität auf den renaturierten Flächen geringer als vor der Störung, auch der Kohlenstoffkreislauf und der Stickstoffkreislauf weisen nach der Renaturierung geringere Werte auf als die ursprünglichen Ökosysteme. Die Wiederherstellung von Flächen, die durch menschliche Nutzung geschädigt wurden, ist somit kein Ersatz für den vorbeugenden Schutz von Ökosystemen.
Nach intensiver Bewirtschaftung durch den Menschen lässt sich eine sogenannte „anthropogen überprägte Moorlandschaft“ nicht mehr so wiederherstellen, dass ein ursprünglicher oder vergleichbarer naturnaher Zustand erreicht wird. Torfschichten wachsen etwa einen Millimeter im Jahr, weshalb abgetorfte Moore Tausende von Jahren benötigen, um wieder die ehemalige Ausprägung mit einem meterdicken Moorkörper zu erlangen. Dennoch ist es sinnvoll, auch bei stark betroffenen Moorflächen die Nutzung einzuschränken oder bestenfalls ganz zu stoppen, um so eine geringere Menge an Treibhausgasen freizusetzen.